# Marina Arismendi
Pour les articles homonymes, voir Arismendi.
Ana Marina Arismendi Dubinsky (née le 30 mai 1949 à Montevideo) est une femme politique, ministre du Développement social du gouvernement Vázquez de 2015 à 2020. Elle est secrétaire générale, de 1992 à 2006, du Parti communiste (PCU) qui fait partie de la coalition de gauche du Front large, et demeure membre de ce parti. Élue sénatrice en 1994, elle est réélue en 1999 et 2004, mais pas en 2009, seul l'actuel secrétaire général du PCU, Eduardo Lorier, ayant été élu sur la liste communiste.

## Des années 1950 aux années 1980
Marina Arismendi est la fille de Rodney Arismendi, dirigeant historique du Parti communiste (PCU) et fondateur du Front large en 1971, et de la journaliste Rosa Dubinsky. Dès le lycée, Marina Arismendi milite au sein de la Fédération des étudiants du secondaire de Montevideo (FESM), puis intègre l'Union de la jeunesse communiste (UJC) et le comité d'appui à la Révolution cubaine « Camilo Cienfuegos ».
Travaillant lors de ses études en tant qu'apprentie graphiste, elle devient institutrice, intégrant la Fédération uruguayenne du Magistère (syndicat de professeurs). Elle exerce ensuite en tant qu'institutrice jusqu'à sa destitution, pour raisons politiques, par la dictature militaire (1973-1985). Menacée par la junte au pouvoir, elle s'exile alors en RDA, où elle devient diplômée en sciences sociales de l'école supérieure Karl Marx de Berlin. Professeur d'espagnol, d'histoire et de géographie en RDA, elle est aussi traductrice et correctrice à l'entreprise Intertext. Avec la transition démocratique des années 1980, elle revient en Uruguay où elle récupère son poste d'institutrice.

## Du comité central du PCU au ministère
Lors du XXIIe congrès du PCU (1990), elle est élue au comité central, intégrant deux ans plus tard le secrétariat général collégial, avant de devenir en 1992 secrétaire général du PCU à la suite de la démission de Jaime Pérez. Par ailleurs, elle est membre de la Table politique du Front large de 1992 à 1999.
Tête de liste du PCU pour les élections sénatoriales de 1994, elle est élue, puis réélue en 1999 et 2004, année qui voit la victoire du Front large. Arismendi est vice-présidente de la Commission spéciale des services publics, au Parlement, entre 2001 et 2004.
Elle est ensuite nommée à la tête du nouveau Ministère du Développement social créé en 2005 par Tabaré Vázquez, et est remplacée en 2006 comme secrétaire général du PCU par Eduardo Lorier, qui l'a aussi remplacée au Sénat à la suite de sa nomination comme ministre. Ana Olivera (PCU) est nommée vice-ministre du Développement social.